# Заслуженный работник образования Республики Беларусь
«Заслуженный работник образования Республики Беларусь» (бел. Заслужаны работнік адукацыі Рэспублікі Беларусь) — почётное звание в Республике Беларусь. Присваивается по распоряжению Президента Республики Беларусь профессиональным работникам учреждений образования за заслуги в педагогической и воспитательной работе.

## Порядок присваивания

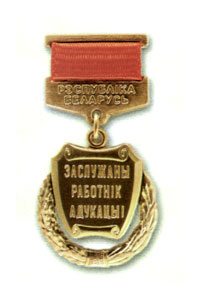
Изображение награды до 2020 года.

Присваиванием почётных званий Республики Беларусь занимается Президент Республики Беларусь, решение о присвоении оформляется его указами. Государственные награды (в том числе почётные звания) вручает лично Президент либо его представители. Присваивание почётных званий Республики Беларусь производится на торжественной церемонии, государственная награда вручается лично награждённому, а в случае присваивания почётного звания выдаётся и свидетельство. Лицам, удостоенным почётных званий Республики Беларусь, вручают нагрудный знак.

## Требования
Почетное звание «Заслуженный работник образования Республики Беларусь» присваивается высокопрофессиональным научно-педагогическим и другим работникам учреждений образования, органов управления системы образования, работающим по специальности пятнадцать и более лет, за заслуги в педагогической и воспитательной работе, организации учебно-производственного процесса, его научно-методическом обеспечении.